# Ready 4 War
Ready 4 War è un singolo del rapper statunitense Wavy Jone$ pubblicato il 14 luglio 2020.

## Tracce
1. Ready 4 War – 2:00